# ストラット式サスペンション

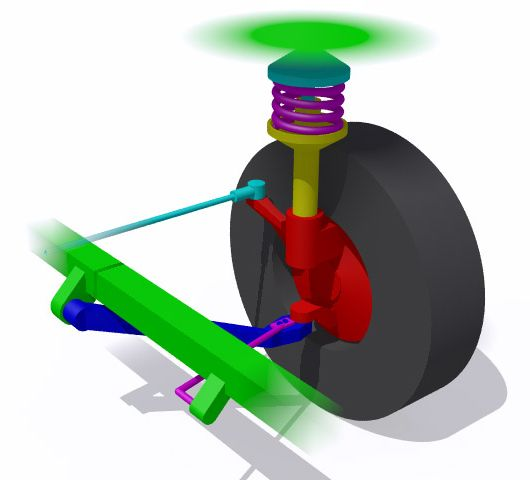
後輪駆動車の左前輪に搭載されたマクファーソンストラット式の単純なサスペンション。画像右下は車両前部。
上部の緑色: 車体/ストラット界面
赤: ステアリングナックルまたはハブキャリア
青色: ロワコントロールアームまたはトラックコントロールアーム
水色: ステアリングギアタイロッドまたはトラックロッド
下部の紫色: ラジアスロッド
上部の紫色: コイルスプリング
黄色: ショックアブソーバまたはダンパーを含む筒状のハウジング
下部の緑色: 車体フレームまたはユニボディメンバー

ストラット式サスペンション（ストラットしきサスペンション、英語: strut suspension）は、自動車等のサスペンション方式の一種で、テレスコピックショックアブソーバー（伸縮式緩衝器）自体を懸架装置とし、それにばねと車輪を取り付けた構造のものである。考案者のマクファーソンにちなんでマクファーソン・ストラット（McPherson Strut）とも呼ばれる。"Strut" は英語で支柱を意味する。
簡潔で小型の構造を長所としており、安価なことから、自動車用の独立懸架としては1970年代以降、世界的にもっとも多く利用されている。

## 歴史
原型は、1940年代後半に自動車技術者のアール・S・マクファーソン（1891年 - 1960年）によって考案された。特許は1947年に出願されている。
第二次世界大戦前に主流であったレバー式に代わって当時普及しつつあったコンパクトなテレスコピック式ショックアブソーバーと、やはり乗用車への普及が始まったモノコック構造の特性を活かし、独立フレーム向けな在来独立懸架とは異なる、垂直方向に展開したレイアウトのサスペンションとして案出されたものである。
マクファーソンは、この簡略なサスペンションを考案した1940年代中期、ゼネラルモーターズ（GM）の幹部技術者として新型の小型乗用車「シボレー・カデット」の開発を推進しており、1946年までに試作が完成したカデットはマクファーソン考案の新しい独立サスペンションを4輪に備えていた。しかしGMはアメリカ車としては小型なカデットの利益率を危ぶんだことから、1947年に開発は中止された。またGMではマクファーソンの新型サスペンションの提案についても評価せず、既に1930年代から採用して実績のあるダブル・ウィッシュボーン式独立懸架に信頼を置く方針を採った。これには、初期の独立懸架方式の一つであるデュボネ独立懸架を「小型車に適した方式」と判断して1934年型シボレーの前輪に採用した結果、大失敗に終わったという苦い経験が影響していたともいわれる。
GMの冷淡さに不満を抱いたマクファーソンは、GMを去り、競合メーカーのフォードに移籍してこの着想を提案した。フォードもこの新方式をアメリカ本国の大型車に使うことには躊躇したようであるが、小振りな構造が小型車に適していると判断され、子会社であるイギリスのブリティッシュ・フォードの新型車にこれを導入することにした。
現代的で機能的なフラッシュサイドボディと新型エンジンに加え、前輪独立懸架にマクファーソン・ストラットを採用したブリティッシュ・フォードの1500 ccサルーン「コンサル」が発表されたのは、1950年である。保守性の強い英国製サルーンの中では革命的だったコンサルの機構の中でも、その簡潔で小型の前輪独立懸架は、ウィッシュボーン式独立懸架が大勢を占めていた1950年代初頭の自動車界に大きな衝撃を与えた。フォードは続いてブリティッシュ・フォードのほか、ドイツ・フォードやフォード・フランスの新型車にもこの方式を導入し、その後1961年からはアメリカ本国の最高級大型車リンカーン・コンチネンタルにもストラット式懸架を採用している。
この方式は、やがてヨーロッパの他メーカーにも小型車を中心に広まって行った。ことに1960年代以降、横置きエンジン方式の前輪駆動車が各国で開発されるようになると、省スペースなストラット式独立懸架はこれと組み合わせるのに好適な方式であることから、普及に拍車がかかった。
日本車での初出となったのは、1965年に登場した商用車であるホンダ・L700/P700の前輪であるが、本来のマクファーソン・ストラットと異なり、独立したフレームを持ったボディ構造でありながら、ダンパーとコイルスプリングを分離させた独特の形状となっている。一方、日本車における乗用車の初出は1966年に登場した初代トヨタ・カローラの前輪であり、コイルスプリングの中にダンパーを配した本来のマクファーソン・ストラットであり、以後、欧州同様に急速に広まった。
前輪駆動方式が乗用車の駆動方式で主流を占める昨今では、特殊な事由のない限り、多くの中型以下の乗用車が、フロントサスペンションにストラット式を採用している。

## 概要
この方式の構造は前述のとおり、ショックアブソーバにばねと車輪をつけたものであり、これを「ストラット」と呼ぶが、このままでは車軸の位置決めができないため、車軸側（下側）にロワアーム（トランスバースリンク）を取り付けて車体に固定する。
この方式は前輪にも後輪にも用いることができるが、後輪用の場合、ロワアームの前後幅を広くとるか、2本にすることが多い（パラレルリンク式）。これは、四輪操舵等特殊な例を除く一般的な自動車に後輪には操舵用のタイロッドがないため、車体、ハブ側、それぞれ1点ずつの支持では鉛直軸まわりのモーメントに抗することができず、2点ずつの支持が必要になるためである。支持軸に傾きを与え、ストローク時にトー角変化を発生させ、これを積極的に操縦特性に利用することもできる。
また、一般車に多く採用されるストラット式は、ダブルウィッシュボーン式のようにジオメトリーの変更が容易ではないが、少ない部品点数で構成されることによって経費削減が容易で、量産車向けのサスペンション形式といえる。
- 長所
  - ホイールハウス上部に支持点を取りアップライト（またはハブキャリア、ナックル）と剛結したテレスコピック式クッションユニットとシャシ底部のラテラルリンクのみのL字型構成で、車体首尾線方向への突出物がないため、乗用車の設計自由度が高い。
  - ラテラルリンクは長さを取りやすい下側のみのため、ホイールの大きな上下移動にもトレッドの変化が少ない。
  - クッションユニットが垂直に近くかつ長いためホイールの大きな移動距離が取れる。
  - 構成要素のシャシ側支持点がホイールハウス最頂部とフロア底部の2点のみで双方の離隔が大きく、シャシへの応力が分散される。
- 短所
  - 旋回時に発生する遠心力で旋回外側のホイールが遠心方向へ傾くと、アップライトにテレスコピック式クッションユニットが剛結されているため、クッションユニットは外方向へ曲げられることにより摺動抵抗が大きくなり、動きが阻害される。
  - クッションユニットとアップライトが剛結であるため、ホイール上下移動に対してキャンバ角が変化し、旋回時にはタイヤの理想的な接地が得にくい。
  - ホイールハウス全体がメンバーとなるため相応の剛性が必要であり、それが不足する場合は左右の頂部を橋梁状に剛結せねばならなくなる。
  - ホイールのリム幅が広くなるとクッションユニットを内方向へ傾けて干渉を避けねばならず、ホイールハウス頂部では支点を取れなくなるため、大型車や高出力車では成立しにくい。

### ダブルウィッシュボーン式サスペンションとの関係
機構学的にはダブルウィッシュボーン式の変形と考えることができる。すなわち、ストラットのボデー側取付け点を含むストラットの法面が、ダブルウィッシュボーン式サスペンションのアッパアーム長を無限大にしたものと等価である。したがって、ストラット式サスペンションのジオメトリー設定の自由度は、ゴムブッシュの変形を除き、ロワアームの長さと角度で決まる。

## 種類
マクファーソン式
パラレルリンク式
2本のロワアームを平行（パラレル）に近い角度に配したもの。2本の長さや取り付け位置を変えることで、トーコントロールが可能。
デュアルリンク式
ロワアームに加え、ラジアスアーム（前後方向のリンク）で位置決めを行うもの。マルチリンク式サスペンションの一種ともとらえられる。
リバースAアーム式
A形のロワアームを持つが、頂点側が車両側･底辺側がホイール側となっており、前後方向の規制に別途リンクが追加されている。
チャップマン式
チャップマン・ストラットとも呼ばれる駆動輪用の懸架装置で、ロータス・カーズの創始者コーリン・チャップマンが元来レーシングカー用に考案したものである。ロードカーでの採用は初代ロータス・エリートのみとなっており、他社は勿論ロータス社自身にしてみても特異な後輪懸架装置である。左右方向のホイールロケーションを固定長ドライブシャフトで兼用し、前後方向と操舵方向のロケーションを変形A型のトレーリングリンク1本で行う構成で、車体側のピックアップポイントはストラットトップとA型リンクの頂点の2点のみとなり、マクファーソン・ストラットより更に簡略化されている。機構学的にはマクファーソン・ストラットに準じるが、チャップマン式ではロールセンターが一般的なマクファーソン・ストラットより高い位置に来ることにより高いロール剛性が得られ、ロータス社ではローリング運動抑制のためのスタビライザを廃止している。これらのことからチャップマン式には、通常のマクファーソン・ストラットを駆動輪に用いた場合以上の部品点数削減と軽量化の効果がある。またこの方式では駆動シャフトにスライディングスプラインを持たないため、強い駆動･制動トルクがかかっている状況では、駆動シャフトにスライディングスプラインが必須となる同時代の駆動輪用マクファーソン・ストラット、ダブル・ウィッシュボーン等よりなめらかな上下動が得られるという利点もある。